# 277 (číslo)
Dvě stě sedmdesát sedm je přirozené číslo, které následuje po čísle dvě stě sedmdesát šest a předchází číslu dvě stě sedmdesát osm. Římskými číslicemi se zapisuje CCLXXVII a řeckými číslicemi σοζ.

## Matematika
277 je:
- Prvočíslo, jeho pořadí v řadě prvočísel je také prvočíslo (59
- Nešťastné číslo
- Nepříznivé číslo
- Nejmenší prvočíslo, pro které je součet převrácených hodnot všech prvočísel až do tohoto čísla větší než 2
- Toto číslo se objevuje jako čitatel v Taylorově řadě pro funkci sekans:{\displaystyle \sec x=1+{\frac {1}{2}}x^{2}+{\frac {5}{24}}x^{4}+{\frac {61}{720}}x^{6}+{\frac {277}{8064}}x^{8}+\cdots }

## Astronomie
- (277) Elvira je planetka hlavního pásu, kterou objevil v roce 1888 Auguste Charlois

## Doprava
- Silnice II/277 je česká silnice II. třídy vedoucí na trase Mnichovo Hradiště – Sychrov – Podjestřábí – Český Dub[1][2][3]

## Roky
- 277
- 277 př. n. l.